# Герцог, Павел Фёдорович
Павел Фёдорович Герцог (1830—1883) — русский психиатр, доктор медицины, один из основателей Петербургского общества психиатров

## Биография
Родился в Москве 13 июля (по надгробию 27 июля) 1830 года в семье Ф. И. Герцога. Образование получил в Петербургской Ларинской гимназии (1847; золотая медаль) и в Медико-хирургической академии (1853).
После окончания курса академии начал службу врачом в больнице Св. Марии Магдалины и в Максимилиановской лечебнице.
Как и его отец, выбрал специализацией психиатрию. С 1855 года был ординатором в больнице Всех Скорбящих Радости, где главным врачом с 1832 по 1853 годы был его отец. Служил на этом месте до своей отставки в 1883 году. В продолжение своей 28-летней службы дважды выезжал в заграничные командировки (в 1862 и в 1867 годах) для осмотра колоний и ферм для душевнобольных. Отчёты об этих командировках не были разрешены к печати его начальством. 
Был одним из основателей Санкт-Петербургского общества психиатров. Умер вскоре после отставки, 11 (23) июля 1883 года от катарального воспаления лёгких. Погребен на Смоленском православном кладбище в Петрограде. 